# Paphinia rugosa var. kalbreyeri
Variété
Paphinia rugosa var. kalbreyeri Rchb.f., est une variété de plantes à fleurs de la famille des orchidée et de la sous-tribu des Stanhopeinae.
Cette variété a été découverte en Colombie par Guillermo Kalbreyer. Reichenbach a décrit un spécimen ayant fleuri chez Veitch en 1880. Les couleurs de la fleur sont proches de celles de Paphinia cristata.

## Étymologie
Nom donné en l’honneur de Wilhelm A. Kalbreyer (1847-1912), collecteur de plante pour la Maison Veitch, en Afrique de l’Ouest (1877) puis Colombie (1877-1884) et inventeur de la variété.

## Diagnose
Aucune diagnose publiée.

## Répartition et biotope
Colombie